# Marginea, Suceava
Marginea (germană Mardzina) este satul de reședință al comunei cu același nume din județul Suceava, Bucovina, România.